# Albert Hauser

Albert Hauser (ca. 1970)

Albert Hauser-Rebsamen (* 21. August 1914 in Wädenswil; † 2. September 2013) war ein Schweizer Historiker.

## Leben
Albert Hauser, Sohn des Fabrikanten Emil Hauser, wuchs in Wädenswil auf und studierte von 1935 bis 1938 Geschichte an den Universitäten Zürich und Paris. Nach seiner Promotion 1938 arbeitete er als Redaktor und Sekretär der Zürcher FDP und als Geschäftsleiter von Wirtschaftsverbänden. An der ETH Zürich wurde er 1956 habilitiert und 1962 zum Titularprofessor ernannt. Ab 1965 war er ausserordentlicher und von 1970 bis 1979 ordentlicher Professor für Geschichte und Soziologie der Land- und Forstwirtschaft. Er publizierte zur Schweizer Wirtschafts-, Sozial-, Kultur-, Alltags-, Agrar- und Forstgeschichte. Sein Interesse galt den Problemen der Landbevölkerung am Übergang von der Agrar- zur Industriegesellschaft. Seine Bücher Schweizerische Wirtschafts- und Sozialgeschichte (1961) und Bauernregeln (1973) wurden zu Standardwerken. 1992 wurde er mit dem Oberrheinischen Kulturpreis ausgezeichnet.
Hauser war Präsident des Landschaftsverbands Zürichsee, Mitglied der Denkmalpflegekommission des Kantons Zürich und Präsident der Eidgenössischen Expertenkommission für Berggebiete. Daneben war er nach einer Ausbildung bei Paul Bodmer auch als Zeichner und Maler tätig. Hauser war ab 1941 mit Trudi Rebsamen verheiratet, mit der er zwei Kinder hatte. 
Albert Hauser verstarb am 2. September 2013 im Alter von 99 Jahren.

## Schriften (Auswahl)
- Der Bockenkrieg: Ein Aufstand des Zürcher Landvolkes im Jahre 1804. Dissertation, Universität Zürich, 1938.
- Gottfried Keller: Geburt und Zerfall der dichterischen Welt. Atlantis, Zürich 1959.
- Schweizerische Wirtschafts- und Sozialgeschichte. Rentsch, Erlenbach 1961.
- Vom Essen und Trinken im alten Zürich: Tafelsitten, Kochkunst und Lebenshaltung vom Mittelalter bis in die Neuzeit. Berichthaus, Zürich 1961.
- Wald und Feld in der alten Schweiz: Beiträge zur schweizerischen Agrar- und Forstgeschichte. Artemis, Zürich 1972.
- Bauernregeln: Eine schweizerische Sammlung mit Erläuterungen. Artemis, Zürich 1973.
- Bauerngärten der Schweiz: Ursprünge, Entwicklung und Bedeutung. Artemis, Zürich 1976.
- Waldgeister und Holzfäller: Der Wald in der schweizerischen Volkssage. Artemis, München 1980.
- Was für ein Leben: Schweizer Alltag vom 15. bis 18. Jahrhundert. NZZ, Zürich 1983.
- Das Neue kommt: Schweizer Alltag im 19. Jahrhundert. NZZ, Zürich 1989.
- Von den letzten Dingen: Tod, Begräbnis und Friedhöfe in der Schweiz 1700–1990. NZZ, Zürich 1994.
- Land und Leute am Zürichsee. Bilder von Albert Hauser. Mit einem Vorort von Adolf Reinle. Th. Gut, Stäfa 1994.
- Grüezi und Adieu: Gruss- und Umgangsformen vom 17. Jahrhundert bis zur Gegenwart. Verlag NZZ, Zürich 1998.